# Lucy Liemann
 (juin 2020).
Si vous disposez d'ouvrages ou d'articles de référence ou si vous connaissez des sites web de qualité traitant du thème abordé ici, merci de compléter l'article en donnant les références utiles à sa vérifiabilité et en les liant à la section « Notes et références ».
Lucy Katherine Liemann  est une actrice britannique née le 24 novembre 1973 à Barnet.

## Biographie
Après l'obtention de son diplôme, elle est repérée dans un supermarché par un chercheur de talent vocal, qui l'incite à devenir une artiste de voix hors champ. Liemann étudie la comédie à l'Academy of Live and Recorded Arts. Elle travaille par la suite pour le théâtre, la télévision et le cinéma[pas clair].
Débutant dans des productions théâtrale, elle figure en 2005 dans la production londonienne originale Phallacy tirée de la pièce de Carl Djerassi.
Après plusieurs rôles dans diverses séries britanniques comme The Bill et Agatha Christie's Poirot, elle interprète le rôle de Lucy dans la troisième partie de la série de films Jason Bourne, The Bourne Ultimatum.
Liemann a joué le rôle de Sam Phillips dans la série télévisée Moving Wallpaper et celui de la collègue de Reggie Perrin, Jasmine Strauss dans la suite de la série du même nom de la BBC en 2009 et 2010.
Depuis novembre 2014, elle interprète le rôle de Sara Bloxby dans la série télévisée              Agatha Raisin.

## Filmographie partielle

### Au cinéma
- 2023 : Dans leur ombre (The Strays) de Nathaniel Martello-White : Amanda